# Fondation Rivières (Kanada)
Die Fondation Rivières ist eine Naturschutzstiftung in Québec, Kanada, mit dem Ziel, Flüsse in ihrem ursprünglichen Zustand zu belassen und vor der Verbauung durch viele kleine, private Wasserkraftwerke zu schützen.

## Beschreibung
Die Fondation Rivières (Englisch: Rivers Foundation) ist nichtstaatlich und eine Non-Profit-Organisation und wurde im November 2002 gegründet. Präsidenten sind Alain Saladzius und der Schauspieler Roy Dupuis, der auch Mitbegründer der Organisation ist. Michel Gauthier war bis 2008 Hauptgeschäftsführer.
Durch Aufklärung soll das Verantwortungsbewusstsein der Menschen geweckt werden, die Natur zu respektieren und für zukünftige Generationen zu bewahren. Es soll das Bewusstsein wachgerufen werden, mit Energie sorgsamer umzugehen und erneuerbare Energiequellen wie Wind- und Solar-Energie oder Erdwärme  vermehrt zu nutzen.
Die Fondation Rivières-Konferenz 2006 fand am 12. und 13. Juni 2006 statt. Es wurde z. B. Marilou Brousseaus französisches Buch Eau De Vie angeboten, das man auch in Kanada bestellen kann (Monde Different, April 2006, ISBN 2892256046). Verschiedene kanadische Künstler haben darin über das Thema Wasser geschrieben. Roy Dupuis hat das Vorwort verfasst. Es werden auch Online-Auktionen veranstaltet, um Spenden zu sammeln. 2007 wurde die Rivers Foundation Conference, eine Veranstaltung für Fans, vom 14. bis 15. Juni in Montréal abgehalten. Am 16. November 2007 wurde bei einer Benefizveranstaltung in Montréal das fünfjährige Bestehen gefeiert.